# Come è
Come è (titolo originale Comment c'est) è un romanzo di Samuel Beckett del 1961, scritto in francese e pubblicato dalle Éditions de Minuit. L'autore stesso l'ha poi tradotto in inglese (con il titolo How It Is) nel 1964 per Calder (Londra) e Grove Press (New York). In italiano è stato tradotto da Franco Quadri nel 1965 per Einaudi. Una parte del monologo era già uscita come L'Image su una rivista. Gran parte dell'opera è stata scritta a Ussy. Le intenzioni iniziali erano che si intitolasse Pim e non contenesse punteggiatura. L'opera costò molto sforzo all'autore che spese 18 mesi a scriverla, poche righe, al massimo una mezza pagina al giorno.

## Trama
Un narratore racconta al lettore la storia della sua vita, divisa in tre parti, legate all'incontro nel fango (nel quale vive e del quale si nutre) con un altro personaggio (sorta di altro sé), chiamato Pim. Le tre parti si chiamano: "Come è prima di Pim", "Come è con Pim" e "Come è dopo Pim". Durante l'incontro con Pim, il narratore cerca di comunicare con lui, torturandolo inutilmente per farlo parlare. Rimasto di nuovo solo, il narratore si interroga sulla propria vita.

## Edizioni italiane
- Samuel Beckett, Come è, trad. Franco Quadri, Collana La ricerca letteraria n.3, Einaudi, Torino, 1965.
- id., Come è, Collana Nuovi Coralli n.258, Einaudi, Torino, 1980-1997, ISBN 978-88-06-49643-2.